# Кекино (Алтайский край)
Кекино — исчезнувшее село в Ключевском районе Алтайского края. Входило в состав Ключевкого сельсовета. Упразднено в 1960-е г.

## География
Располагалось в 4 км к северу от села Платовка.

## История
Основано в 1902 г. В 1928 г. посёлок Кекино состоял из 51 хозяйства, основное население — украинцы. В составе Платовского сельсовета Ключевского района Славгородского округа Сибирского края.

## Население[1]
| год     | 1928 | 1939 | 1959 |
| ------- | ---- | ---- | ---- |
| человек | 245  | 237  | 135  |